# Pallone d'argento
Il Pallone d'argento "per un calcio non violento", denominato anche Coppa Giaime Fiumanò, è stato un riconoscimento istituito dall'Associazione Giaime Fiumanò, in ricordo dell'omonimo artista protagonista della prima scena hip hop di Roma appassionato di sport e, soprattutto, di calcio, scomparso nel 1998 a soli 24 anni.
Il premio veniva assegnato annualmente, sulla base di una rosa di nomi proposti dall'Associazione, dalla Giunta di Presidenza dell'Unione Stampa Sportiva d'Italia (U.S.S.I.) ad un calciatore di Serie A che, oltre al talento, si fosse distinto per correttezza sportiva e qualità morali nell'arco dell'ultima stagione sportiva.
Nel 2016 l'Associazione ha proposto un sondaggio popolare via internet raccogliendo il voto online.

## Albo d'oro
| Stagione  | Vincitore            | Club       |
| --------- | -------------------- | ---------- |
| 1999-2000 | Paolo Negro          | Lazio      |
| 2000-2001 | Damiano Tommasi      | Roma       |
| 2001-2002 | Javier Zanetti       | Inter      |
| 2002-2003 | Ciro Ferrara         | Juventus   |
| 2003-2004 | Andrij Ševčenko      | Milan      |
| 2004-2005 | Gianfranco Zola      | Cagliari   |
| 2005-2006 | Luca Toni            | Fiorentina |
| 2006-2007 | Kaká                 | Milan      |
| 2007-2008 | Francesco Totti      | Roma       |
| 2008-2009 | Alessandro Del Piero | Juventus   |
| 2009-2010 | Morgan De Sanctis    | Napoli     |
| 2010-2011 | Antonio Di Natale    | Udinese    |
| 2011-2012 | Andrea Pirlo         | Juventus   |
| 2012-2013 | Stephan El Shaarawy  | Milan      |
| 2013-2014 | Giuseppe Rossi       | Fiorentina |
| 2014-2015 | Francesco Acerbi     | Sassuolo   |
| 2015-2016 | Alessandro Florenzi  | Roma       |
| 2016-2017 | Andrea Belotti       | Torino     |

### Vittorie per club
- 3 vittorie:  Juventus,  Milan, Roma
- 2 vittorie:  Fiorentina
- 1 vittoria:  Cagliari,  Inter,  Lazio,  Napoli,  Sassuolo,  Torino,  Udinese

### Vittorie per nazionalità
- 15 vittorie:  Italia
- 1 vittoria:  Argentina,  Brasile,  Ucraina